# Schoenocephalium martianum
Schoenocephalium martianum är en gräsväxtart som beskrevs av Moritz August Seubert. Schoenocephalium martianum ingår i släktet Schoenocephalium och familjen Rapateaceae. Inga underarter finns listade i Catalogue of Life.